# Babingtonia camphorosmae
Babingtonia es un género monotípico de plantas de la familia Myrtaceae. Su única especie: Babingtonia camphorosmae, es originaria del oeste de Australia.

## Taxonomía
Babingtonia camphorosmae fue descrita por (Endl.) Lindl. y publicado en Edwards's Botanical Register 28: t. 10. 1842.
Etimología
Babingtonia: nombre genérico que fue otorgado en honor del botánico Charles Cardale Babington.
Sinonimia
- Baeckea camphorosmae Endl. in S.L.Endlicher & al., Enum. Pl.: 51 (1837).[1]